# 京都市立九条弘道小学校
京都市立九条弘道小学校（きょうとしりつ くじょうこうどうしょうがっこう）は京都府京都市南区西九条春日町にある公立小学校。

## 沿革
- 1931年（昭和6年） - 京都市立九条第二尋常小学校として創立。
- 1941年（昭和16年） - 京都市立九条弘道国民学校と改称。
- 1947年（昭和22年） - 京都市立九条弘道小学校と改称[1]。

## 卒業後の進路
卒業後は基本的に京都市立九条中学校に進学する。

## 通学区域が隣接している学校
- 京都市立凌風小中学校
- 京都市立上鳥羽小学校
- 京都市立九条塔南小学校
- 京都市立南大内小学校
- 京都市立梅小路小学校
- 京都市立下京渉成小学校